# Volha v plamenech
Volha v plamenech (francouzsky Volga en flammes) je historický dobrodružný film z roku 1934, který režíroval Viktor Turžanskij. V hlavních rolích se představili Albert Préjean, Valerij Inkižinov a Danielle Darrieuxová. Vznikl v koprodukci Francie a Československa a je volnou adaptací románu Alexandra Puškina Kapitánská dcerka, z roku 1836, odehrávajícího se během kozáckého povstání proti Kateřině Veliké. Natáčel se v pražských studiích Barrandov. Scénografii filmu navrhli: Andrej Andrejev a Štěpán Kopecký.
Hudbu složil Willy Schmidt-Gentner, nahrál Pražský symfonický orchestr.
Hráli:
- Albert Préjean jako Orlov, poručík carské gardy
- Valerij Inkižinov jako Silačov, vůdce vzpoury
- Danielle Darrieuxová jako Máša, dcera velitele pevnosti
- Raymond Rouleau jako Šalin, poručík
- Henri Marchand jako Ivan, sluha
- Marcelle Wormsová jako žena velitele pevnosti
- Jacques Berlioz jako velitel pevnosti
- Natálie Kovanková jako Olga, Silačova milenka
- Václav Pata jako číšník
- Josef Zezulka jako gardista
- Vladimír Borský
- Charles Camus
- Ladislav Hemmer
- Antonín Jirsa
- Josef Kytka
- František Xaverius Mlejnek
- Míla Reymonová
- Viktor Socha
- Jean Worms